# Le Journal de Soïchi
Ne pas confondre avec Le Journal maudit de Soïchi, autre manga de Junji Itō.
Le Journal de Soïchi (双一の楽しい日記, Sōichi no Tanoshii Nikki) est un recueil de shōjo mangas de Junji Itō, prépubliés dans le Monthly Halloween entre août 1991 et mai 1993 puis publiés par Asahi Sonorama en un volume relié sorti en février 1998. La version française a été éditée par Tonkam dans la collection « Frissons » en un tome sorti en février 2009.
Ce recueil fait partie de la « Itoh Junji Kyofu Manga Collection », publié sous le no 5 au Japon et no 4 en France.

## Sommaire
Joyeuses vacances d'été (楽しい夏休み, Tanoshī Natsu Yasumi)
Joyeuses vacances d'hiver (楽しい冬休み, Tanoshī Fuyu Yasumi)
Le Journal de Soïchi (双一の楽しい日記, Sōichi no Tanoshī Nikki)
Le Professeur vient chez Soïchi (双一の家庭訪問, Sōichi no Katei Hōmon)
Le Professeur de toile (布製教師, Nunosei kyōshi)
L'anniversaire de Soïchi (双一の誕生日, Sōichi no Tanjōbi)

## Publication
| no | Japonais         | Japonais       | Français        | Français          |
| no | Date de sortie   | ISBN           | Date de sortie  | ISBN              |
| -- | ---------------- | -------------- | --------------- | ----------------- |
| 1  | 1er février 1998 | 978-4257903178 | 25 février 2009 | 978-2-7595-0091-8 |

## Adaptations
Plusieurs histoires du manga mettant en scène Soïchi ont été adaptées dans les séries animées d'anthologie créées autour de l'univers de Junji Itō. Les caprices et malédictions de Sôichi, Des profs en tissu et Rumeurs dans Junji Ito: Collection ainsi que La chambre aux quadruples portes et Soïchi et son animal de compagnie dans Maniac par Junji Itō : Anthologie Macabre.

### Première parution
1. ↑  Monthly Halloween, août 1991.
2. ↑  Monthly Halloween, janvier 1992.
3. ↑  Monthly Halloween, août 1992.
4. ↑  Monthly Halloween, septembre 1992.
5. ↑  Monthly Halloween, janvier-février 1993.
6. ↑  Monthly Halloween, mai 1993.

### Édition japonaise
Asahi Sonorama
1. 1 2  (ja) « Tome 1 », sur amazon.co.jp.

### Édition française
Tonkam
1. 1 2  (fr) « Tome 1 »(Archive.org • Wikiwix • Archive.is • Google • Que faire ?).